# Damias
Damias este un gen de insecte lepidoptere din familia Arctiidae.

## Specii[1]
- Damias aenea
- Damias albicollis
- Damias aurantiomarginata
- Damias biagi
- Damias biguttata
- Damias binomica
- Damias bipars
- Damias bipuncta
- Damias bougainvillei
- Damias buruana
- Damias caerulescens
- Damias calida
- Damias callida
- Damias catarrhoa
- Damias choiseuli
- Damias cupreonitens
- Damias elegans
- Damias esthla
- Damias flavicollis
- Damias flavidior
- Damias fuliginosa
- Damias gelida
- Damias germana
- Damias imitatrix
- Damias insignis
- Damias isabella
- Damias leptosema
- Damias marginipuncta
- Damias mendax
- Damias metallica
- Damias milnensis
- Damias mixta
- Damias monoleuca
- Damias mononis
- Damias obliqua
- Damias occidentalis
- Damias peculiaris
- Damias pelochroa
- Damias peraffinis
- Damias peramitatrix
- Damias philocosma
- Damias plagosus
- Damias postexpansa
- Damias postnigra
- Damias postvitrea
- Damias procrena
- Damias pseudaffinis
- Damias pseudogelida
- Damias punctata
- Damias quardripuncta
- Damias reducta
- Damias rotunda
- Damias rufobasalis
- Damias scripta
- Damias shawmayeri
- Damias sicciodes
- Damias simillima
- Damias szetschwana
- Damias tenuis